# Kessleria petrobiella
Kessleria petrobiella is een vlinder uit de familie stippelmotten (Yponomeutidae). De wetenschappelijke naam is, als Scythropia petrobiella, voor het eerst geldig gepubliceerd in 1868 door Philipp Christoph Zeller.
De soort komt voor in Europa.